# Locust Creek Township
Pour les articles homonymes, voir Locust Creek.
Locust Creek Township est un ancien township, situé dans le comté de Linn, dans le Missouri, aux États-Unis,.
Le township est baptisé en référence au cours d'eau du même nom.

### Source de la traduction
- (en) Cet article est partiellement ou en totalité issu de l’article de Wikipédia en anglais intitulé « Locust Creek Township, Linn County, Missouri » (voir la liste des auteurs).